# Azimi Mohamed
Azimi Mohamed – malezyjski zapaśnik w stylu wolnym.
Mistrz Azji Południowo-Wschodniej w 1999 roku.